# Фульвіо Бернардіні
Фульвіо Бернардіні (італ. Fulvio Bernardini, нар. 28 грудня 1905, Рим — пом. 13 січня 1984, Рим) — італійський футболіст, що грав на позиції воротаря (на самому початку кар'єри), нападника, але найбільше прославився як півзахисник. По завершенні ігрової кар'єри — футбольний тренер.
Виступав, зокрема, за римські «Лаціо» та «Рома», а також національну збірну Італії, яку згодом очолював як головний тренер.
Як тренер — дворазовий чемпіон Італії, володар Кубка Італії.

## Клубна кар'єра
Народився 28 грудня 1905 року в Римі. Вихованець футбольної школи клубу «Лаціо». Дорослу футбольну кар'єру розпочав 1919 року в основній команді цього найстарішого римського клубу, в якій провів сім сезонів, взявши участь у 108 матчах чемпіонату. Спочатку грав на позиції воротаря, згодом перекваліфікувався на гру у полі, ставши атакувальним півзахисником, також іноді грав в атаці. У складі «Лаціо» був одним з головних бомбардирів команди, маючи середню результативність на рівні 0,67 голу за гру першості.
Протягом 1926—1928 років захищав кольори «Інтернаціонале».
1928 року повернувся до Рима, ставши гравцем «Роми», з 1934 року був капітаном цієї команди. Відіграв за «вовків» наступні одинадцять сезонів своєї ігрової кар'єри. Більшість часу, проведеного у складі «Роми», був основним гравцем команди.
Завершив професійну ігрову кар'єру у нижчоліговому римському клубі М. А.Т. Е.Р., за команду якого виступав протягом 1939—1945 років, поєднуючи виступи на полі з тренерською роботою.

## Виступи за збірну
1925 року дебютував в офіційних матчах у складі національної збірної Італії. Протягом кар'єри у національній команді, яка тривала 8 років, провів у формі головної команди країни 26 матчів, забивши 3 голи.
У складі збірної був учасником футбольного турніру на Олімпійських іграх 1928 року в Амстердамі, на якому команда здобула бронзові нагороди.

## Кар'єра тренера
Розпочав тренерську кар'єру, ще продовжуючи грати на полі, 1939 року, очоливши тренерський штаб римського клубу М. А.Т. Е.Р. 1942 року вивів команду до Серії B, де наступного сезону команда посіла пристойне 12-е місце, проте через початок воєнних дій на території Італії, продовжила виступи у першості міста, а 1945 року була розформована.
У повоєнний час повернувся до тренерської роботи, очоливши 1949 року тренерський штаб «Роми». Протягом 1950—1953 років очолював команди клубів «Реджина» та «Віченца».
1953 року очолив «Фіорентину», якій присвятив наступні п'ять років життя. Став співавтором здобуття першого в історії «фіалок» титулу чемпіонів Італії в сезоні 1955–56. За вісім років знову став володарем «скудетто», привівши до тріумфу в Серії A 1963–64 команду «Болоньї». Також працював на клубному рівні з «Лаціо» та «Сампдорією».
1974 року Бернардіні, який на той час декілька останніх років працював спортивним директором «Брешії», отримав пропозицію очолити тренерський штаб національної збірної Італії, яка саме провалилася на чемпіонаті світу 1974, не подолавши груповий етап. Бернардіні змінив на посаді Ферруччо Валькареджі, з яким були пов'язані успіхи італійців у другій половині 1960-х («золото» на Євро-1968 і «срібло» на ЧС-1970). Новий тренер суттєво омолодив склад збірної команду, проте молоді гравці, чи не найяскравішим з яких був Джанкарло Антоньйоні, не змогли виконати завдання кваліфікації до фінальної частини чемпіонату Європи 1976. На той час Бернардіні вже не був одноосібним очільником тренерського штабу збірної — з 1975 року він працював у тандемі з колишнім помічником Валькареджі та майбутнім тренером-легендою, автором тріумфу «лазурових» на ЧС-1982, Енцо Беардзотом. У 1977 році Беардзот лишився одноосібним тренером збірної, а Бернардіні повернувся до «Сампдорії», де до 1979 року працював спортивним директором.
Помер 13 січня 1984 року на 79-му році життя у місті Римі. Останні роки життя хворів на бічний аміотрофічний склероз.

## Статистика виступів

### Статистика клубних виступів
| Сезон                  | Команда                | Чемпіонат              | Чемпіонат | Чемпіонат | Національний кубок | Національний кубок | Національний кубок | Континентальні кубки | Континентальні кубки | Континентальні кубки | Інші змагання | Інші змагання | Інші змагання | Усього | Усього |
| Сезон                  | Команда                | Ліга                   | Ігор      | Голів     | Ліга               | Ігор               | Голів              | Ліга                 | Ігор                 | Голів                | Ліга          | Ігор          | Голів         | Ігор   | Голів  |
| ---------------------- | ---------------------- | ---------------------- | --------- | --------- | ------------------ | ------------------ | ------------------ | -------------------- | -------------------- | -------------------- | ------------- | ------------- | ------------- | ------ | ------ |
| 1923–24                | «Лаціо»                | ПД                     | ?         | 19        | –                  | –                  | –                  | –                    | –                    | –                    | –             | –             | –             | ?      | 19     |
| 1924–25                | «Лаціо»                | ПД                     | ?         | 16        | –                  | –                  | –                  | –                    | –                    | –                    | –             | –             | –             | ?      | 16     |
| 1925–26                | «Лаціо»                | ПД                     | 9         | 14        | –                  | –                  | –                  | –                    | –                    | –                    | –             | –             | –             | 9      | 14     |
| Усього за «Лаціо»      | Усього за «Лаціо»      | Усього за «Лаціо»      | ?         | 49        |                    | –                  | –                  |                      | –                    | –                    |               | –             | –             | ?      | 49     |
| 1926–27                | «Інтер»                | ЧІ                     | 28        | 10        | –                  | –                  | –                  | –                    | –                    | –                    | –             | –             | –             | 28     | 10     |
| 1927–28                | «Інтер»                | ЧІ                     | 30        | 17        | –                  | –                  | –                  | –                    | –                    | –                    | –             | –             | –             | 30     | 17     |
| Усього за «Інтер»      | Усього за «Інтер»      | Усього за «Інтер»      | 58        | 27        |                    | –                  | –                  |                      | –                    | –                    |               | –             | –             | 58     | 27     |
| 1928–29                | «Рома»                 | ЧІ                     | 26        | 10        | –                  | –                  | –                  | –                    | –                    | –                    | –             | –             | –             | 26     | 10     |
| 1929–30                | «Рома»                 | A                      | 24        | 11        | –                  | –                  | –                  | –                    | –                    | –                    | –             | –             | –             | 24     | 11     |
| 1930–31                | «Рома»                 | A                      | 31        | 7         | –                  | –                  | –                  | –                    | –                    | –                    | –             | –             | –             | 31     | 7      |
| 1931–32                | «Рома»                 | A                      | 29        | 7         | –                  | –                  | –                  | КМ                   | 4                    | 0                    | –             | –             | –             | 29     | 7      |
| 1932–33                | «Рома»                 | A                      | 33        | 2         | –                  | –                  | –                  | –                    | –                    | –                    | –             | –             | –             | 33     | 2      |
| 1933–34                | «Рома»                 | A                      | 16        | 3         | –                  | –                  | –                  | –                    | –                    | –                    | –             | –             | –             | 16     | 3      |
| 1934–35                | «Рома»                 | A                      | 27        | 3         | –                  | –                  | –                  | –                    | –                    | –                    | –             | –             | –             | 27     | 3      |
| 1935–36                | «Рома»                 | A                      | 30        | 1         | КІ                 | 2                  | –                  | КМ                   | 2                    | 0                    | –             | –             | –             | 32     | 1      |
| 1936–37                | «Рома»                 | A                      | 29        | 3         | КІ                 | 4                  | –                  | КМ                   | 4                    | 0                    | –             | –             | –             | 33     | 3      |
| 1937–38                | «Рома»                 | A                      | 23        | –         | КІ                 | 2                  | –                  | –                    | –                    | –                    | –             | –             | –             | 25     | –      |
| 1938–39                | «Рома»                 | A                      | 18        | –         | КІ                 | –                  | –                  | –                    | –                    | –                    | –             | –             | –             | 18     | –      |
| Усього за «Рому»       | Усього за «Рому»       | Усього за «Рому»       | 286       | 47        |                    | 8                  | –                  |                      | –                    | –                    |               | –             | –             | 294    | 47     |
| 1939–40                | М. А.Т. Е.Р.           | C                      | ?         | ?         | –                  | –                  | –                  | –                    | –                    | –                    | –             | –             | –             | ?      | ?      |
| 1940–41                | М. А.Т. Е.Р.           | C                      | ?         | ?         | –                  | –                  | –                  | –                    | –                    | –                    | –             | –             | –             | ?      | ?      |
| 1941–42                | М. А.Т. Е.Р.           | C                      | ?         | ?         | –                  | –                  | –                  | –                    | –                    | –                    | –             | –             | –             | ?      | ?      |
| 1942–43                | М. А.Т. Е.Р.           | B                      | 29        | 5         | КІ                 | 1                  | –                  | –                    | –                    | –                    | –             | –             | –             | 30     | 5      |
| Усього за М. А.Т. Е.Р. | Усього за М. А.Т. Е.Р. | Усього за М. А.Т. Е.Р. | ?         | ?         |                    | –                  | –                  |                      | –                    | –                    |               | –             | –             | ?      | ?      |
| Усього                 | Усього                 | Усього                 | ?         | ?         |                    | 9                  | –                  |                      | 10                   | 0                    |               | –             | –             | ?      | ?      |

### Статистика виступів за збірну
| Дата       | Місто     | Господарі      | Результат | Гості          | Турнір                      | Голи | Примітки |
| ---------- | --------- | -------------- | --------- | -------------- | --------------------------- | ---- | -------- |
| 22/03/1925 | Турин     | Італія         | 7 – 0     | Франція        | товариський матч            | -    |          |
| 18/06/1925 | Лісабон   | Португалія     | 1 – 0     | Італія         | товариський матч            | -    |          |
| 04/11/1925 | Падуя     | Італія         | 2 – 1     | Югославія      | товариський матч            | -    |          |
| 08/11/1925 | Будапешт  | Угорщина       | 1 – 1     | Італія         | товариський матч            | -    |          |
| 17/01/1926 | Турин     | Італія         | 3 – 1     | Чехословаччина | товариський матч            | -    |          |
| 21/03/1926 | Турин     | Італія         | 3 – 0     | Ірландія       | товариський матч            | 1    |          |
| 18/04/1926 | Цюрих     | Швейцарія      | 1 – 1     | Італія         | товариський матч            | -    |          |
| 09/05/1926 | Мілан     | Італія         | 3 – 2     | Швейцарія      | товариський матч            | -    |          |
| 18/07/1926 | Стокгольм | Швеція         | 5 – 3     | Італія         | товариський матч            | -    |          |
| 30/01/1927 | Женева    | Швейцарія      | 1 – 5     | Італія         | товариський матч            | -    |          |
| 20/02/1927 | Мілан     | Італія         | 2 – 2     | Чехословаччина | товариський матч            | -    |          |
| 29/05/1927 | Болонья   | Італія         | 2 – 0     | Іспанія        | товариський матч            | -    |          |
| 23/10/1927 | Прага     | Чехословаччина | 2 – 2     | Італія         | Кубок Центральної Європи    | -    |          |
| 06/11/1927 | Болонья   | Італія         | 0 – 1     | Австрія        | Кубок Центральної Європи    | -    |          |
| 25/03/1928 | Рим       | Італія         | 4 – 3     | Угорщина       | Кубок Центральної Європи    | -    |          |
| 22/04/1928 | Хіхон     | Іспанія        | 1 – 1     | Італія         | товариський матч            | -    |          |
| 29/05/1928 | Амстердам | Франція        | 3 – 4     | Італія         | ОІ 1928 - перший етап       | -    |          |
| 04/06/1928 | Амстердам | Іспанія        | 1 – 7     | Італія         | ОІ 1928 - чвертьфінал       | 1    |          |
| 07/06/1928 | Амстердам | Уругвай        | 3 – 2     | Італія         | ОІ 1928 - півфінал          | -    |          |
| 09/06/1928 | Амстердам | Єгипет         | 3 – 11    | Італія         | ОІ 1928 - матч за 3-є місце | -    |          |
| 11/11/1928 | Рим       | Італія         | 2 – 2     | Австрія        | товариський матч            | -    |          |
| 25/01/1931 | Болонья   | Італія         | 5 – 0     | Франція        | товариський матч            | -    |          |
| 20/05/1931 | Рим       | Італія         | 3 – 0     | Шотландія      | товариський матч            | -    |          |
| 15/11/1931 | Рим       | Італія         | 2 – 2     | Чехословаччина | Кубок Центральної Європи    | 1    |          |
| 14/02/1932 | Неаполь   | Італія         | 3 – 0     | Швейцарія      | Кубок Центральної Європи    | -    |          |
| 28/10/1932 | Прага     | Чехословаччина | 2 – 1     | Італія         | Кубок Центральної Європи    | -    |          |
| Усього     |           | Матчів         | 26        |                | Голів                       | 3    |          |

### Статистика виступів у кубку Мітропи
| №                      | Розіграш               | Стадія                 | Дата та місце проведення | Команда 1              | Рахунок | Команда 2      | Голи та інші дії |
| ---------------------- | ---------------------- | ---------------------- | ------------------------ | ---------------------- | ------- | -------------- | ---------------- |
| 1                      | 1931                   | 1/4                    | 4.07.1936, Прага         | Славія (Прага)         | 1:1     | Рома           | Капітан команди  |
| 2                      | 1931                   | 1/4                    | 12.07.1936, Рим          | Рома                   | 2:1     | Славія (Прага) | Капітан команди  |
| 3                      | 1931                   | 1/2                    | 20.09.1931, Рим          | Рома (Рим)             | 2:3     | Ферст Вієнна   | Капітан команди  |
| 4                      | 1931                   | 1/2                    | 24.09.1931, Відень       | Ферст Вієнна           | 3:1     | Рома (Рим)     | Капітан команди  |
| 5                      | 1935                   | 1/8                    | 16.06.1935, Рим          | Рома                   | 3:1     | Ференцварош    | Капітан команди  |
| 6                      | 1935                   | 1/8                    | 22.06.1935, Будапешт     | Ференцварош            | 8:0     | Рома           | Капітан команди  |
| 7                      | 1936                   | 1/8                    | 21.06.1936, Відень       | Рапід (Відень)         | 3:1     | Рома           | Капітан команди  |
| 8                      | 1936                   | 1/8                    | 28.06.1936, Рим          | Рома                   | 5:1     | Рапід (Відень) | Капітан команди  |
| 9                      | 1936                   | 1/4                    | 4.07.1936, Прага         | Спарта (Прага)         | 3:0     | Рома           | Капітан команди  |
| 10                     | 1936                   | 1/4                    | 12.07.1936, Рим          | Рома                   | 1:1     | Спарта (Прага) | Капітан команди  |
| Всього в Кубку Мітропи | Всього в Кубку Мітропи | Всього в Кубку Мітропи | Всього в Кубку Мітропи   | Всього в Кубку Мітропи | 10      |                | 0                |

## Титули і досягнення

### Як гравця
- Бронзовий олімпійський призер: 1928
- Срібний призер Серії А (2):

«Рома»: 1930–1931, 1935–1936
- Фіналіст Кубка Італії (1):

«Рома»: 1936–1937

### Як тренера
- Чемпіон Італії (2):

«Фіорентіна»: 1955–56
«Болонья»: 1963–64
- Володар Кубка Італії (1):

«Лаціо»: 1958